# František Kotek (fotbalista)
František Kotek (* 3. ledna 1999, Praha) je český fotbalový brankář hrající za pražskou Spartu.

## Klubová kariéra
Kotek je odchovancem pražské Sparty, ve které postupně prošel všemi mládežnickými kategoriemi. Před sezonou 2019/20 vytvořil brankářskou dvojici spolu s Janem Čtvrtečkou ve znovuobnoveném „B“ týmu, který začal působit ve 3. nejvyšší soutěži. V té debutoval 10. srpna 2019 v utkání prvního kola s Jiskrou Domažlice. Soutěž byla kvůli pandemii covidu-19 ukončena po 16 kolech, Kotek si připsal 8 startů, a vychytal 3 čistá konta. V sezoně 2020/21 odchytal pouze 3 utkání, jelikož se v brance střídal kromě Čtvrtečky i s Dominikem Holcem, a z důvodu opětovného předčasného zrušení soutěže, tentokráte však již po 8 kolech. Jedním čistým kontem pomohl k prvnímu místu a postupu do druhé ligy. V březnu 2021 podepsal se Spartou smlouvu do roku 2024. Před sezonou 2021/22 se Kotek stal součástí sparťanského „áčka“, zároveň však zastával pozici jedničky v „B“ týmu, protože v prvním týmu Sparty měl konkurenci v podobě Florina Nițy, Milana Heči, a již zmiňovaného Dominika Holce.

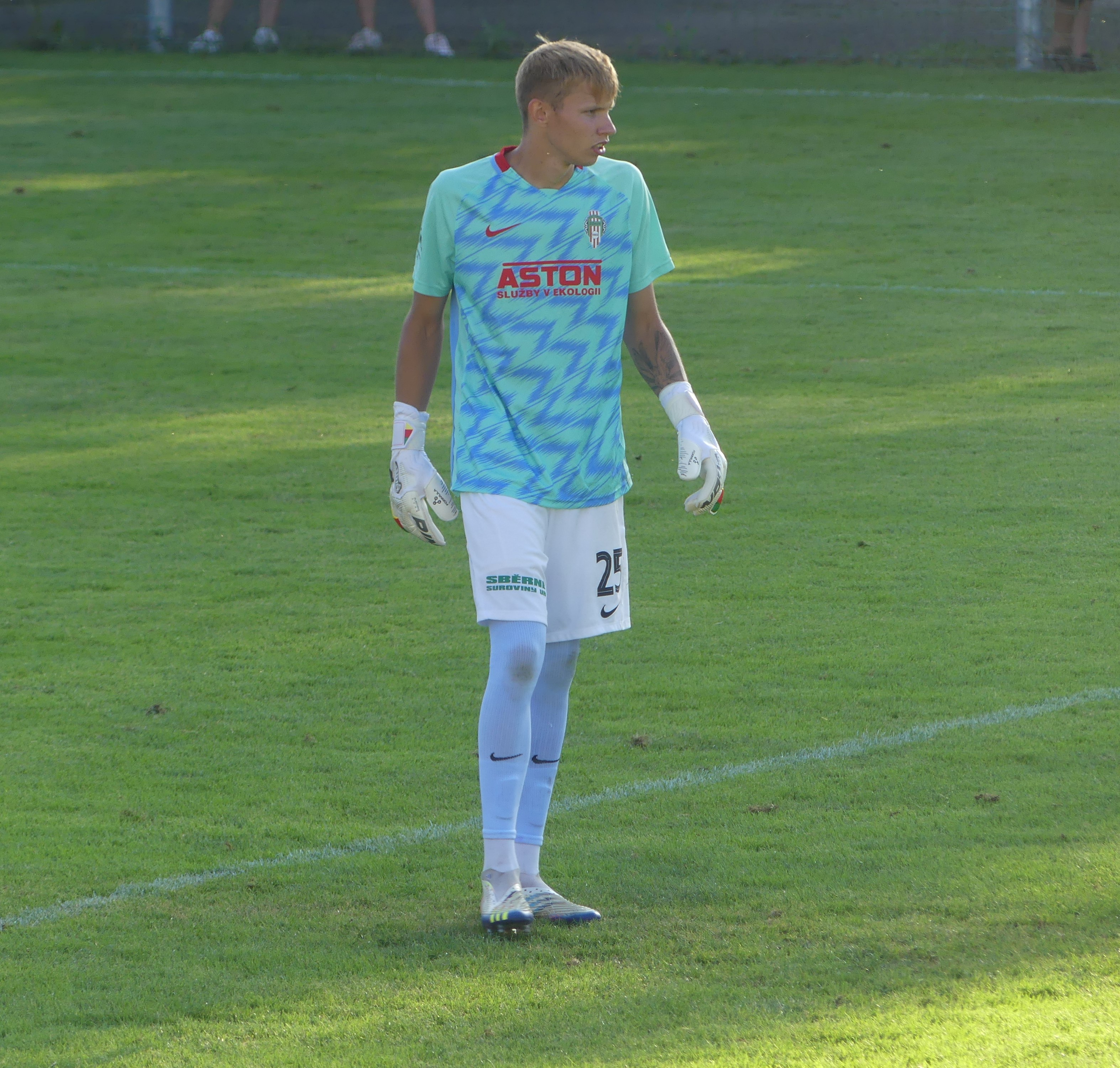
František Kotek v zápase MOL Cup v dresu FK Viktoria Žižkov proti TJ Ústí nad Orlicí

30. června přijal hostování druholigového klubu FC MAS Táborsko, kde by měl zastávat číslo jedna v brance.

## Reprezentační kariéra
Kotek reprezentoval na několika mládežnických úrovních, v roce 2019 si připsal jeden start za reprezentaci do 20 let.